# Lounge glazba
Lounge-glazba je glazbeni žanr relaksirajuće glazbe koji je namijenjen da kod slušatelja pobudi osjećaj boravka na nekom mjestu. Za razliku od obične ambient glazbe, lounge glazba se bazira isključivo na mirne i opuštajuće teme, prigodne godišnjim odmorima na rajskim plažama, rajskog otočja, tropskih krajeva, te određena mjesta poput hotela, barova i restorana. Raspon lounge glazbe obuhvaća prekrasnu glazbu uz pomoć moderne elektronike, često kombinirane s elementima chillout, downtempo, ambient, i jazz-glazbe.